# Karl Schmidt (Fußballspieler, 1932)
Karl Schmidt (* 5. März 1932 in Wabern; † 10. Juli 2018 in Göttingen) war ein deutscher Fußballspieler, Verwaltungsbeamter und Sportfunktionär. Zwischen 1955 und 1957 absolvierte Schmidt neun A-Länderspiele in der deutschen Fußballnationalmannschaft und für die Vereine KSV Hessen Kassel, 1. FC Kaiserslautern und FK Pirmasens in der Fußball-Oberliga Süd beziehungsweise Oberliga Südwest von 1953 bis 1963 insgesamt 231 Ligaspiele mit 16 Toren.

## Laufbahn als Fußballer

### Vereine
Bis 1951 spielte der Nachwuchsfußballer bei seinem Heimatverein Tuspo Wabern, ehe er sich auf Initiative von Ex-Nationalspieler Heinrich Weber zur Saison 1951/52 dem KSV Hessen Kassel anschloss. Nach einem Jahr Bezirksklasse in der 2. Mannschaft vom KSV, gehörte der damals noch überwiegend im Angriff eingesetzte schnelle, sprungkräftige und mit guter Ballbehandlung ausgestattete Mann aus Wabern bereits in der Saison 1952/53 der Vizemeistermannschaft von Hessen Kassel an, die damit den Aufstieg in die Erstklassigkeit der Oberliga Süd erreichte. Schmidt hatte an der Seite der zwei Leistungsträger Karl Hutfles und Karl-Heinz Metzner 32 Ligaspiele bestritten und neun Tore erzielt. In der Oberliga Süd debütierte Schmidt am 23. August 1953 bei einer 1:2-Auswärtsniederlage gegen Viktoria Aschaffenburg. Er stürmte dabei auf Rechtsaußen und erzielte für Kassel den Ehrentreffer. Mit dem 13. Rang wurde knapp die Klasse gehalten. Schmidt hatte sieben Tore in 25 Oberligaspielen erzielt. Im zweiten Oberligajahr, 1954/55, war der jetzt überwiegend als Verteidiger eingesetzte Spieler in allen 30 Rundenspielen (3 Tore) für den KSV aktiv, mit 18:42 Punkten konnte der Klassenerhalt aber nicht realisiert werden. Kassel stieg als 15. der Tabelle in die 2. Liga Süd ab. Schmidt unterschrieb zur Saison 1955/56 einen neuen Vertrag beim Fritz-Walter-Club 1. FC Kaiserslautern und wechselte in die Pfalz.
Er gewann an der Seite der Walter-Brüder, Horst Eckel, Werner Kohlmeyer und Werner Liebrich 1956 und 1957 zwei Meisterschaften in der Oberliga Südwest, wurde zumindest ab seiner zweiten Saison 1956/57 der sportliche Nachfolger von Kohlmeyer im Verein wie auch in der Nationalmannschaft und erlebte mit dem FCK auch zweimal die Herausforderung der Endrundenspiele um die deutsche Fußballmeisterschaft. Scheiterte man 1956 noch punktgleich am Finalisten Karlsruher SC, so war die Überalterung der „Roten Teufel“ 1957 mit der 2:4 Punktebilanz in der Endrunde, nicht mehr zu leugnen. Als Südwestvizemeister 1958 verloren Schmidt und seine FCK-Kollegen die Endrundenqualifikation gegen den 1. FC Köln (3:3 n. V., 0:3) und in den zwei letzten Runden in Kaiserslautern, 1959 und 1960, landete man jeweils im Südwesten auf dem 3. Rang.
Ein Höhepunkt neben dem Verbandsspielbetrieb war für Schmidt und seine FCK-Kollegen die USA-Tournee ab dem 1. Mai 1957 mit 14 Spielern und diversen Begleitern. Prominentester Begleiter der Gruppe war Bundestrainer Sepp Herberger. Fritz Walter reiste wegen seiner Flugangst mit dem Schiff nach New York. Vom 5. bis zum 21. Mai absolvierte der FCK sechs Spiele in New York (2), St. Louis, Chicago, Detroit und Philadelphia. Begehrtester Ansprechpartner bei offiziellen Anlässen war Nationalspieler Karl Schmidt, der als Einziger der englischen Sprache mächtig war. In seinen Briefen an das „Sport-Magazin“ schilderte er ausführlich die gesellschaftlichen und sportlichen Aspekte ihrer Mission.
Die Ära der erstklassigen Oberliga beendete der Mann aus Nordhessen von 1960 bis 1963 auf dem „Horeb“ beim FK Pirmasens. Im Jahr der Fußball-Weltmeisterschaft 1961/62 wurde Schmidt mit dem FKP Vizemeister und zog nochmals in die Endrunde ein. Dies wurde aber zu einem Desaster: In den drei sieglosen Spielen gegen den Hamburger SV (3:6), Eintracht Frankfurt (1:8) und den späteren deutschen Meister 1. FC Köln (0:10) fing Pirmasens mit dem ehemaligen Nationalverteidiger 24 Gegentreffer ein.
Nach insgesamt 231 Oberligaeinsätzen (16 Tore) und 12 Endrundenspielen beendete Schmidt 1963 seine Laufbahn als Vertragsfußballspieler. Letzte Station seiner aktiven Fußballerkarriere war die Saison 1963/64 als Spielertrainer beim Amateurligisten SC Baden-Baden. Mit seiner Versetzung als Regierungsbeamter zum Landratsamt Kaiserslautern übernahm er 1964 das Traineramt des in der 1. Amateurliga Südwest spielenden VfL Neustadt/Weinstraße.

### Nationalmannschaft
Schmidt, vom Südabsteiger Hessen Kassel in die Pfalz gekommen, absolvierte am 4. September 1955 bei einem 2:1-Heimspielerfolg gegen den VfR Frankenthal sein erstes Oberligaspiel beim 1. FC Kaiserslautern. Noch im gleichen Monat, am 25. September, wurde er von Bundestrainer Sepp Herberger beim Länderspiel in Belgrad gegen Jugoslawien in die Nationalmannschaft berufen. Er bildete als linker Verteidiger im damaligen WM-System zusammen mit Fritz Herkenrath (Torhüter) und Jupp Posipal das deutsche Schlussdreieck; der Gastgeber setzte sich aber mit 3:1 gegen den Weltmeister des Jahres 1954 durch. Im November (Norwegen, 2:0) und Dezember (Italien, 1:2) folgten zwei weitere Berufungen in die Nationalmannschaft. Der Verteidiger gehörte danach 1956 auch den drei sieglosen DFB-Teams an, welche gegen die Niederlande (1:2), Sowjetunion (1:2) und die Schweiz (1:3) nicht als leistungsstarker „Weltmeister“ auftrat. Vor allem die Heimniederlagen gegen die Niederlande und die Schweiz waren Auftritte, bei denen der amtierende Weltmeister enttäuschte. Werner Skrentny hält dagegen im Buch über die Nationalmannschaft nach der 1:2-Niederlage in Hannover gegen die Sowjetunion fest: „Nach dem Abpfiff in Hannover lobte man den jungen Jura-Studenten Karl Schmidt vom 1. FC Kaiserslautern, einen Verteidiger sowie seine Mannschaftskameraden Fritz Walter und Eckel vom Betzenberg und stellte fest, dass die Zeit von 'Kontinentstopper' Posipal in der Nationalelf vorbei sei. Schmidt, den das Publikum für einen 'Herberger-Liebling' hielt, war vor Beginn noch ausgepfiffen worden.“
Erst in seinem siebten Länderspieleinsatz, am 10. März 1957 in Wien gegen Österreich, nahmen die Herberger-Schützlinge wieder Fahrt auf und stoppten den Abwärtstrend der Jahre 1955 und 1956, als der Titelverteidiger jeweils eine negative Länderspielbilanz erspielte, und vermittelte durch einen 3:2-Erfolg Hoffnung auf einen versöhnlichen WM-Auftritt 1958 in Schweden. Herkenrath stand in Wien im Tor und Schmidt verteidigte gemeinsam mit Erich Juskowiak. Die Revanche am 3. April in Amsterdam durch einen 2:1-Erfolg gegen die Niederlande bestätigte ebenso wie der 1:0-Heimerfolg am 20. November in Hamburg gegen Schweden, die positiven Signale der Herberger-Schützlinge im Jahr 1957. Der Titelverteidiger war wieder in Fahrt gekommen und Schmidt gehörte wohl zu den sicheren Kandidaten für die WM-Tage in Schweden, zumal er auch Mitte April 1958 in der 40er-Liste des DFB an die FIFA gemeldet worden war. Aber am abschließenden WM-Lehrgang in München vom 12. bis 24. Mai 1958 nahm der Jurastudent bereits nicht mehr teil, er hatte dem Bundestrainer wegen des „anstehenden Staatsexamens bereits abgesagt und verzichtete somit aus beruflichen und familiären Gründen auf die WM-Teilnahme“. Nach neun Länderspielen war die Nationalmannschaftskarriere von Karl Schmidt beendet.

## Beruf und Funktionär
Nach seiner Spielerkarriere engagierte sich der Verwaltungsjurist von 1966 an in verschiedenen Gremien des DFB. Er gehörte dem damaligen Bundesligaausschuss, dem Steuer- und Wirtschaftsausschuss sowie den Organisationskomitees für das olympische Fußballturnier 1972 und die Weltmeisterschaft 1974 an. Von 2001 bis 2007 war er Vize-Präsident für sozial- und gesellschaftspolitische Fragen des Deutschen Fußball-Bunds. Mehr als 20 Jahre gehörte Schmidt dem DFB-Vorstand an; 1995 wurde er mit der Goldenen Ehrennadel des Verbandes ausgezeichnet. Zudem war er auch 17 Jahre lang Präsident des Fußball-Regional-Verbandes Südwest. Beruflich stieg Schmidt bis zum Ministerialdirigent im Innenministerium des Landes Rheinland-Pfalz auf und ging 1994 in Pension.
Er war mit Friederike Hock-Schmidt verheiratet und wohnte zuletzt in Göttingen.

## Tod
Karl Schmidt ist am 10. Juli 2018 in Göttingen verstorben.